# John Fuller (Politiker)
Sir John Bryan Munro Fuller (* 22. September 1917 in Mosman, New South Wales; † 31. Januar 2009 in Sydney, New South Wales) war ein australischer Politiker der Country Party, der unter anderem von 1961 bis 1978 Mitglied des New South Wales Legislative Council, des Oberhauses des Parlaments dieses Bundesstaates war. Er war zudem mehrmals Minister sowie zwischen 1968 und 1976 Führer der Regierung und von 1976 bis 1978 Oppositionsführer im Legislativrat war.

## Leben
John Bryan Munro Fuller, Sohn von Rechtsanwalt Bryan Fuller, QC, und Isabel Mary Deane, besuchte von 1924 bis 1935 die Knox Grammar School in Wahroonga und arbeitete daraufhin 1936 und 1937 auf staatlichen Versuchsfarmen in Bathurst und Trangie sowie im Anschluss im Warenhaus Winchcombe Carson Woolstores in Sydney. Nachdem er als Viehtreiber und Viehzüchter in Camooweal und Mount Isa in Queensland beschäftigt war, kehrte er 1939 nach New South Wales zurück und übernahm die väterlichen Milchwirtschaft in der Nähe von Kiama und erwarb zudem einen Weizen-, Woll- und Viehbetrieb in Kallateenee bei Coolah. Zu Beginn des Zweiten Weltkrieges trat er in die Royal Australian Air Force (RAAF) ein, diente in dieser jedoch aus medizinischen Gründen nicht, sondern stattdessen zwischen 1942 und 1945 im Freiwilligen Verteidigungskorps VDC (Volunteer Defence Corps). Er engagierte sich von 1944 bis 1946 sowie zwischen 1954 und 1965 im Vorstand des Viehzüchterverbandes (New South Wales Graziers’ Association), dessen Vizepräsident er 1965 war, sowie als Präsident des Viehzüchterverbandes in Coolah.
1940 wurde Fuller Mitglied der Country Party und gehörte zwischen 1945 und 1988 dem Bundesvorstand der Australian Country Party an, die sich 1977 in National Country Party of Australia sowie 1982 in National Party of Australia umbenannte. 1955 wurde er Mitglied des Rates des damaligen Coolah Shire und gehörte diesem bis 1965 an. Er war zudem zwischen 1969 und 1964 Vorsitzender der Country Party in New South Wales sowie von 1962 bis 1968 stellvertretender Bundesvorsitzender der Australian Country Party. Am 16. März 1961 wurde er für die Country Party erstmals zum Mitglied des indirekt gewählten New South Wales Legislative Council, des Oberhauses des Parlaments dieses Bundesstaates, gewählt und gehörte diesem nach seiner Wiederwahl am 5. April 1973 vom 23. April 1961 bis zum 1. August 1978 an. Während der Amtszeit von Premierminister Robert Askin fungierte er zwischen dem 13. Mai 1965 und dem 3. Dezember 1973 als Minister für Dezentralisierung. Nachdem er vom 1. Juli 1966 bis zum 10. Juli 1968 stellvertretender Führer der Regierungsfraktion im Legislativrat (Deputy Leader of Government) war, fungierte er als Nachfolger des am 22. Mai 1968 verstorbenen Arthur Bridges vom 10. Juli 1968 bis zu seiner Ablösung durch Paul Landa am 14. Mai 1976 als Mehrheitsführer (Leader of the Government in the Legislative Council). 
Als Mehrheitsführer war John Fuller zugleich zwischen dem 10. Juli 1968 und dem 14. Mai 1976 Vizepräsident des Exekutivrates und damit Stellvertreter von Premierminister Robert Askin beziehungsweise dessen Nachfolgen Thomas Lewis (3. Januar 1975 bis 23. Januar 1976) und Eric Willis (23. Januar bis 14. Mai 1976). Zugleich übernahm er vom 3. Dezember 1973 bis zum 14. Mai 1976 noch das Amt als Minister für Planung und Umwelt. Daneben war er von 1962 bis 1965 Direktor von Country Television Services Limited und engagierte sich zwischen 1967 und 1978 als Mitglied des Rates der University of New South Wales. Des Weiteren fungierte er als Vizepremier als Leiter von Handelsmissionen nach Nordamerika (1967), Südostasien (1968, 1972), Afrika (1969), Asien (1970, 1973), Europa und Großbritannien (1971) sowie zu den Pazifischen Inseln (1974). In Anerkennung seiner Verdienste wurde er bei den New Year Honours am 1. Januar 1974 als Knight Bachelor (Kt) geadelt, so dass er fortan das Prädikat „Sir“ führte.
Nach der Niederlage der Koalition aus Country Party und Liberal Party gegen die Labor Party bei den Wahlen am 1. Mai 1976 übernahm Ellis vom Labor-Politiker Leroy Serisier die Funktion als Oppositionsführer im Legislativrat und hatte diese bis zum 1. August 1978 inne, woraufhin der Bruder des früheren Premierminister Eric Willis, Max Willis von der Liberal Party, neuer Leader of the Oppositionin the Legislative Council wurde. 
1977 erhielt John Fuller die Queen Elizabeth II Silver Jubilee Medal verliehen und bekam zudem nach seinem Ausscheiden aus dem Parlament am 1. August 1978 den Ehrentitel The Honourable auf Lebenszeit verliehen. Nach seinem Ausscheiden aus dem Legislativrat engagierte er sich in zahlreichen staatliche und bundesstaatlichen Organisation und war unter anderem von 1979 bis 1995 Vorstandsmitglied der Herzstiftung von New South Wales, zwischen 1980 und 1991 Präsident der Australischen Arthritisstiftung und von 1980 bis 1995 Vorstandsmitglied sowie von 1985 bis 1995 Präsident von Barnardo’s Australia, eine 1866 von Thomas John Barnardo gegründete globale Wohltätigkeitsorganisation mit Sitz in London, die sich um schutzbedürftige Kinder kümmert. Des Weiteren fungierte er als Präsident der National Free Enterprise Foundation (1982 bis 1988) und als Präsident des Australian Club (1984 bis 1987), ein 1838 gegründeter Privatclub mit Sitz in Sydney, der ausschließlich männlichen Mitgliedern vorbehalten und der älteste Gentlemen’s Club der südlichen Hemisphäre ist. Er war Mitglied der Former Members Association des Parlaments von New South Wales, als dessen Präsident er von 1988 bis 1992 fungierte. Ferner war er zwischen 1986 und 1991 Präsident des Australian Institute of Export, zwischen 1993 und 1996 Vorsitzender des Rushcutters Bay Maritime Reserve Trust sowie zwischen 1993 und 2001 Mitglied des Beirates der Odyssey House McGrath Foundation 1993–2001. Er wurde 1995 erster Präsident von Keep Australia Beautiful im Bundesstaat New South Wales und war von 1997 bis 2009 Nationaler Schirmherr der Australian Monarchist League, ein 1993 gegründeter freiwilliger Zusammenschluss, der sich für den Erhalt der konstitutionellen Monarchie Australiens einsetzt und das „Nein“-Votum beim Republik-Referendum von 1999 unterstützte, bei dem die Bürger gefragt wurden, ob die australische Verfassung geändert werden sollte, um Australien zu einer Republik zu machen.
Aus seiner am 23. Juli 1940 in Bathurst geschlossenen Ehe mit Eileen Webb gingen eine Tochter und ein Sohn hervor.